# United Church of Canada
Die United Church of Canada (frz.: l’Église Unie du Canada; dt.: Vereinigte Kirche von Kanada) ist die zweitgrößte Kirche in Kanada nach der römisch-katholischen Kirche und die größte protestantische Konfession.
Die United Church wurde 1925 als Zusammenschluss von vier Kirchen gegründet: die damals größte und zweitgrößte protestantische Kirche in Kanada, die Presbyterian Church in Canada und die Methodist Church of Canada, sowie die Congregational Union of Ontario and Quebec, eine kleinere aber historisch immer noch recht bedeutsame Gruppe des Protestantismus, und die Association of Local Union Churches. Letztere Gruppe war eine überwiegend in der Prärie beheimatete Bewegung, die die älteren Kirchen in Richtung eines größeren nationalen Zusammenschlusses drängte und ihren Ursprung in Melville (Saskatchewan) 1908 hatte.
Sie nimmt sowohl politisch als auch theologisch eine liberale Haltung ein, insbesondere im Hinblick auf die Social-Gospel-Bewegung, Frauen- und Minderheitenrechte (Frauenordination/Segnung gleichgeschlechtlicher Paare), sowie ökumenische Beziehungen innerhalb des Christentums.

## Mitgliedschaft und Verbreitung
Die Zahl der Mitglieder und Personen, die sich der Kirche zugehörig fühlen, sank nach dem Zensus von 2021 stärker als andere Denominationen in Kanada. So besuchten 2011 etwa 165.000 Menschen den Sonntagsgottesdienst in der United Church und etwa 2 Millionen Kanadier (ca. 6 % der Bevölkerung) gaben bei der Volkszählung 2011 die United Church als ihre Kirchenzugehörigkeit an. Im Zeitraum von 10 Jahren schrumpfte die Zahl der sich der Kirche zugehörig fühlenden Menschen um rund 40 % auf 1,2 Millionen und der Kirchgänger auf unter 120.000. Die Kirche ist mit einem Bevölkerungsanteil von 3,3 % nur noch geringfügig größer als die nächstgrößere Anglican Church of Canada (3,1 %).
Die United Church sagt von sich selbst, sie sei „in allen Teilen Kanadas außer im ländlichen Québec“ vorhanden. Zwar gibt es auch im ländlichen Québec, das traditionell sehr stark katholisch geprägt ist, vereinzelte Gemeinden, die als l’église mitaine bezeichnet werden, aber sie sind sehr klein. So ist denn eine Erklärung für den Begriff mitaine (Fausthandschuh), dass nur eine Handvoll Gemeindeglieder in die Kirche hineinpassen. Eine andere Erklärung ist, dass mitaine eine Verballhornung des englischen Begriffs meeting sei.

## Geschichte

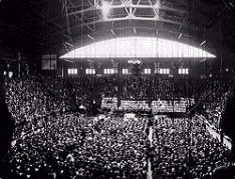
Fotografie vom Gründungsgottesdienst 1925

### Gründung
Die United Church of Canada wurde bei einem großen Gottesdienst in Toronto am 10. Juni 1925 gegründet. Sie wurde anerkannt und legitimiert durch ein Gesetz des kanadischen Parlaments, sowie durch Regelungen der einzelnen Provinzen, die mit dem Kircheneigentum zu tun hatten. Es stellte den Zusammenschluss – der seit über zwanzig Jahren geplant und verhandelt wurde – der Presbyterianer, der Methodisten und der Kongregationalisten dar. Ebenfalls dabei waren einige sogenannte „local union churches“, die auf der überkonfessionellen Grundlage des Dokuments Basis of Union im schnell entwickelnden kanadischen Westen gebildet worden waren.

### Die Non-concurring Presbyterianer
Eine beträchtliche Minderheit der Presbyterianer war von den Vorteilen eines Zusammenschlusses nicht überzeugt. Der Bedrohung des Gesamtprojekts wurde durch einen Plan begegnet, nach dem die einzelnen presbyterianischen Gemeinden das Wahlrecht bekamen, ob sie der United Church beitreten oder nicht. Zum Zeitpunkt des Zusammenschlusses entschieden sich etwa 30 % der presbyterianischen Gemeinden in Kanada – zumeist im südlichen Ontario – zum Rückzug aus der Institution der Presbyterian Church und organisierten sich als „continuing Presbyterian Church in Canada“ neu. Dennoch bildete die presbyterianische Mehrheit, die dem Zusammenschluss beitrat, immer noch die größte Gruppe innerhalb der United Church.

### Ähnliche Kirchenunionen außerhalb Kanadas
Ein solcher Zusammenschluss war ohne Präzedenzfall in der Weltgeschichte; Kanada war das erste Land, in dem die protestantischen Kirchen freiwillig entschieden, ihre Ressourcen zusammenzulegen, um eine einzige, große, nicht-dogmatische Kirche zu bilden. Die Erschaffung der United Church war ein Modell für ähnliche, aber spätere Unionen in Südindien, Nordindien, Papua-Neuguinea, Australien, den USA, England und anderswo. Die United Church hat ihre Politik der Offenheit gegenüber Kirchenunionen fortgesetzt.

## Über die United Church

### Allgemeines
Die United Church besteht aus einem weiten Spektrum an Gemeinden, von moderat konservativen bis hin zu sehr liberalen, aber insgesamt ist sie eine der liberalsten der größeren protestantischen Kirchen der Welt. Schon 1936 wurde die Frauenordination eingeführt, und eine rigide Interpretation der Bibel wurde schon länger abgelehnt.
Die Kirchenordnung der United Church ist größtenteils presbyterianisch, mit einer hierarchischen Gremienstruktur (Presbyterien, Konferenzen, und die Generalsynode), die jeweils zu gleichen Teilen aus den Reihen des Klerus und der Laien besetzt werden. Die Sozialpolitik der Kirche ist am ehesten den methodistischen Traditionen verpflichtet, während die Freiheiten, welche die einzelnen Kirchengemeinden genießen, der kongregationalistischen Tradition am ehesten entsprechen.

### Liturgie
Bis in die späten 1960er Jahre folgten United Church Gemeinden zum großen Teil dem historischen, presbyterianischen Book of Common Order als Agende für ihre Sonntagsgottesdienste. Dann, im Zuge der liturgischen Reformbewegung, die ebenfalls bei den römischen Katholiken und Anglikanern anzutreffen war, hat auch die United Church ihre liturgische Vielfalt vergrößert.

### Doktrin
Das wöchentliche Vorsagen des Apostolikum gehörte zu den Routinen der Sonntagsgottesdienste bis 1968. Dann verbreitete die Kirche ein zusätzliches, kircheneigenes Glaubensbekenntnis mit dem Namen A New Creed. Die United Church betrachtet sich als Bestandteil der universellen, katholischen Kirche, und daher werden die urchristlichen Glaubensbekenntnisse nicht ersetzt, sondern nur ergänzt; dennoch ist das United Church Creed und nicht die urkirchlichen Glaubensbekenntnisse das, was am häufigsten in den Sonntagsgottesdiensten vorkommt.

### Ökumene
Die Kirche ist Mitglied des Ökumenischen Rates der Kirchen (ÖRK), des Kanadischen Kirchenrates, des Weltrates methodistischer Kirchen und der Weltgemeinschaft Reformierter Kirchen.

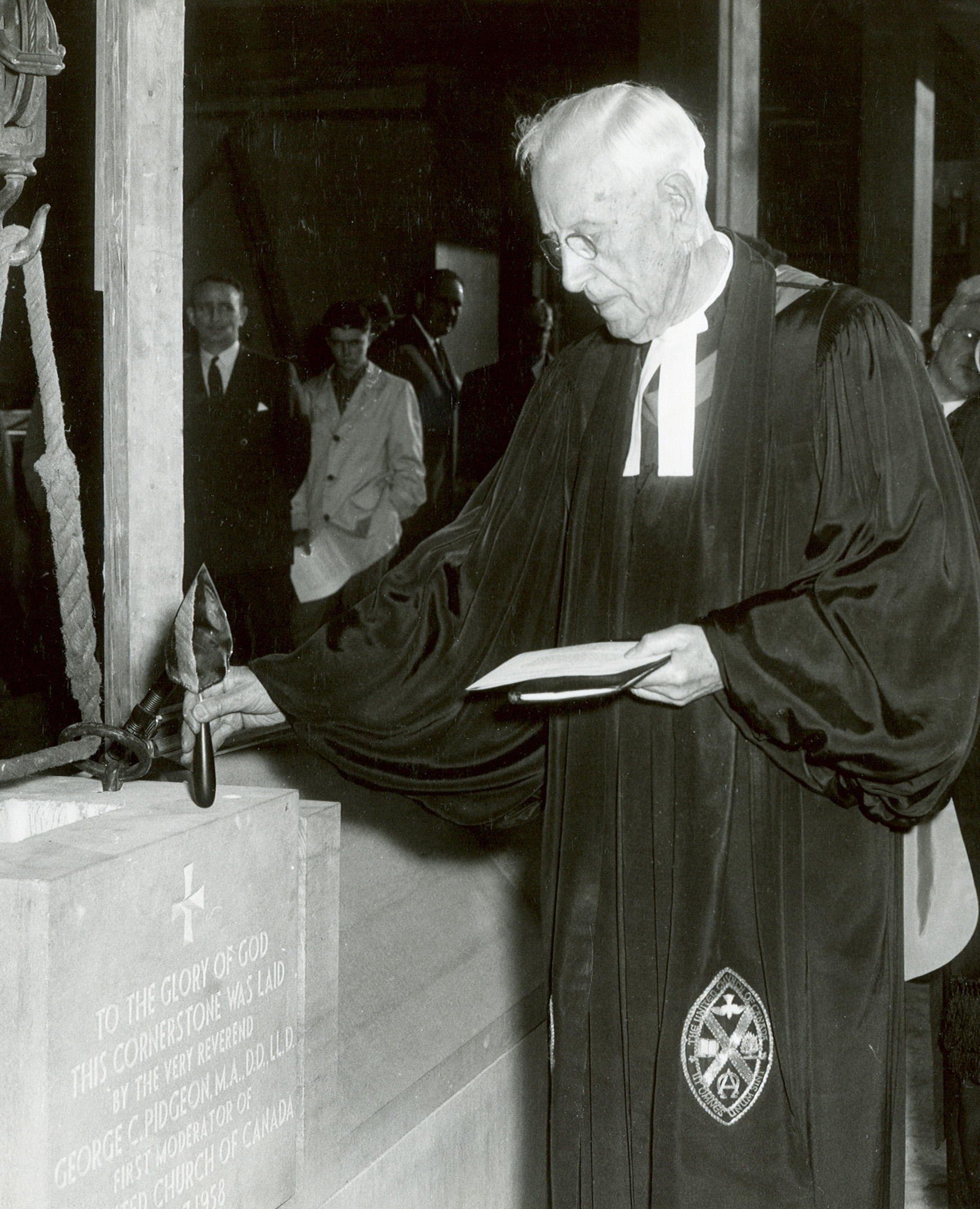
George C. Pidgeon (hier 1958), erster Moderator 1925 bis 1926

### Moderatoren
Oberstes Entscheidungsgremium der Kirche ist das General Council, das einer Synode entspricht. Die Verhandlungen werden von einem Moderator geleitet, der zugleich der erste Repräsentant der Kirche in der Öffentlichkeit ist. In das Amt können Ordinierte oder Laien für eine dreijährige Amtszeit gewählt werden. Erster Moderator (1925–1926) war George C. Pidgeon und erster Laie in dieser Position 1968 der Mediziner Robert Baird McClure. Die letzten der bisher 44 Amtsträger sind:
- David Giuliano aus Marathon (Ontario) (2006–2009)
- Mardi Tindal (* 17. September 1952 in Victoria Square, ON), Psychologin (2009–2012)
- Gary Paterson (2012–2015)
- Jordan Cantwell (2015–2018)
- Richard Bott (2018–2021)[7]
- Carmen Lansdowne (2022–2025)